# NGC 2515
NGC 2515 is een hemelobject van twee sterren in het sterrenbeeld Kreeft. Het hemelobject werd op 1 september 1852 ontdekt door de Amerikaanse astronoom George Phillips Bond.